# Céline Dongo
Céline Dongo er en ivoriansk håndboldspiller.

## Klubber
- 2001-2003: Octeville s/Mer
- 2003-2004: Alfortville
- 2004-2005: Aubervilliers
- 2006-2007: Aunis

## Meritter
- Bronze ved All Africa Games i 2007 i Algier sammen med Christine Adjouablé, Céline Dongo, Alimata Dosso, Paula Gondo, Rachelle Kuyo, Eulodie Mambo, Robeace Abogny, Mariam Traoré, Nathalie Kregbo, Julie Toualy, Candide Zanzan og Edwige Zady.
- Sølv ved Afrikamesterskabet 2008